# Pigeon à nuque blanche
Columba albinucha
Espèce
Statut de conservation UICN

 LC  : Préoccupation mineure
Le Pigeon à nuque blanche (Columba albinucha) est une espèce d'oiseaux de la famille des Columbidae.

## Répartition
Il peuple le Grassland (Cameroun), les massifs des Bongo et de l'Adamaoua et les Forêts d'altitude du rift Albertin.

## Habitat
Il habite les forêts humides tropicales et subtropicales.
Il est menacé par la perte de son habitat.